# 五百大願経
『五百大願経』上下二卷（具名『釋迦如來五百大願經』）は、京都高山寺に伝わる写本が知られている。末尾に「比丘尼明行上下書寫日數五十日也」とある。この経典は『悲華經』に言及される釈迦如来「五百の大願」の記述に基づき、『悲華経』の文を援用しながら、五百箇条の願を創作し、経典形式をとって、平安時代末期に日本で撰述された偽経である。
京都高山寺に伝わる古写本『釈迦如来五百大願経』上下二卷本とは、帙の裏面に貼付されている智満法主による識語によれば、承久三年（1221年）六月、濃州（美濃国）洲股（スノマタ）の戦で戦死した検非違使 山田重忠の妻で、夫の死後、明恵上人の導きにより仏門に入った明行尼によって書写されたものとなっている。奥書には、「舎利を御前に於いて、一字書く毎に香華を供養、礼拝し、血を墨に刺滴たらせ和し、1237年3月22日から5月26日午時まで50日かけて上下巻を書写し終えた。心中本願応に佛智有る也、比丘尼明行。上下書写日数五十日也。」と記されている。

## 『釈迦如来五百大願経』の内容
上巻の標題に、『悲華經』の第六・七・八巻から抽出し、上下二巻と為したとある、
その梗概は、釈迦如來が過去世に宝海梵志だった時、宝蔵仏の前で五百の大誓願を起こし、菩薩道を行じて悪世に成仏したことを説く『悲華經』十卷の中、第六卷から第八卷に亘る部分を抜粋、増補改変して作り上げたものである。即ち『悲華経』第七卷の滅後利益を明す部分の末尾には、「五百の誓願を作し己る」と記されているが、その誓願が文字通り五百箇箇条ではなく、「多くの」という意味の比喩的表現である。それに対し、この写本（高山寺本）では、諸誓願をベースに五百箇条に区切り、各箇箇条の前後に「我れ未来に菩薩道を行ぜん時……若し爾らずんば正覚を成ぜず」等と誓願文形式の箇条書とし、更に記述内容の足りない所は、他の経文から転用補充、或は前後の文意が通じるように、文字通り五百箇条になるように構成したものとなっている。

## 『釈迦如来五百大願経』撰述時期
撰述について成田貞寛は、造顯当初からの解脱上人の関与を示唆している。峰定寺所藏、木造釈迦如来立像の胎内納入文書の中、阿彌陀佛の樹葉墨書結縁文に、「本師釋迦牟尼如來の五百の大願、一々に成就するが如くせん」と記されており、納入文書の日付が[[[正治]]元年（1199年)六月十日となっていることから、この時既に五百箇条の大願経として成立していたと推測している。。また寳海梵志の誓願という『悲華經』の記述をもとに五百箇条の誓願が創出され、それに『悲華經』という同じ名称を付された経典が、『覺禪鈔』に引用されているので、遅くとも平安末期には作られていたと推定している。

## 異本について
愛知県七寺所蔵一切経の中に、平安末期に書写された『釈迦牟尼如来五百本願功徳法門経巻下』という端本があり、これは高山寺本『釈迦如来五百大願経』の異本である。